# Jamie Drew
Jamie Drew (Blackburn, 12 juli 1973) is een, in Groot-Brittannië geboren, Australisch voormalig professioneel wielrenner. In 2000 werd hij Australisch kampioen op de weg bij de elite.

## Belangrijkste overwinningen
1999
- Melbourne to Warrnambool Classic

2000
- Australisch kampioen op de weg, Elite
- Eindklassement Sea Otter Classic
- 2e etappe Ronde van Langkawi
- 11e etappe Herald Sun Tour

2003
- 4e etappe Herald Sun Tour

## Ploegen
- 1999-Selle Italia-W52-Loteria Bono del Ciclismo
- 2000-Aguardiente Néctar-Selle Italia (tot 15/03)
- 2000-Mercury Cycling Team-Manheim Auctions (vanaf 16/03)
- 2001-Mercury-Viatel
- 2002-iTeamNova.com
- 2003-Flanders-iTeamNova